# تاج الدين يعقوب
تاج الدين يعقوب النور بدوي (4 سبتمبر 1993 - ) أو التاج يعقوب هو لاعب كرة قدم سوداني. يلعب حالياً في المريخ السوداني كمدافع.

## الإنجازات

### مع المريخ
- الدوري السوداني الممتاز (3): 2018، 2018-19، 2019-20.
- كأس السودان (1): 2018.